# نينتندو سويتش 2
نينتندو سويتش 2 (بالإنجليزية: Nintendo Switch 2) (باليابانية: ニンテンドー スイッチ2) وهو ثامن نظام ألعاب فيديو منزلي تم تطويره من قبل شركة نينتندو. عرف أثناء تطويره بالاسم الحركي أونس (Ounce)، ومن المقرر إطلاقه في معظم المناطق في 5 يونيو 2025.
دخل سويتش 2 مرحلة التطوير عام 2019، مع التركيز على التوافق مع الإصدارات السابقة من ألعاب سويتش. ومثل نينتندو سويتش الأصلي، يمكن استخدامه كجهاز محمول باليد أو كجهاز لوحي، أو يمكن توصيله بشاشة خارجية، باستخدام وحدات تحكم جوي-كون القابلة للفصل للتبديل بين أوضاع اللعب. يتميز الجهاز بشاشة كريستال سائل أكبر، ومساحة تخزين داخلية أكبر، ووحدات تحكم مُحدثة. كما أنه يدعم دقة 1080 بكسل ومعدل تحديث 120 هرتز في وضعي الجهاز المحمول أو اللوحي، ودقة فور كاي بمعدل 60 إطارًا في الثانية عند توصيله بشاشة خارجية.

## بعض مواصفات الجهاز
بعض مواصفات جهاز نينتندو سويتش 2، ومنها:
1. شاشة أكبر بنفس سُمك جهاز سويتش 2.
2. عصي تحكم مغناطيسية.
3. توافق المسبق مع ألعاب نينتندو سويتش 1.[15]

## التاريخ

### خلفية تاريخية
أصدرت نينتندو جهاز نينتندو سويتش الأصلي في مارس 2017. وكانت قد قررت تطويره في أعقاب الإخفاق التجاري لجهاز وي يو. وقد ارتكزت دعايتها للجهاز على كونه مشغل ألعاب هجينًا، يمكن استخدامه محمولًا، أو موضوعًا على طاولة، أو مثبتًا في محضنه، له وحدات تحكم جوي-كون، يمكن فصلها عن الوحدة الرئيسية. وقد تميّز سويتش باستخدامه مكونات إلكترونية تقل قدراتها الحسابية عن مثيلاتها في مشغلات الألعاب المنافسة له آنذاك، مثل بلاي ستيشن 4 وإكس بوكس ون، وهو ما أدّى إلى انخفاض سعره، دون الإضرار بقدرته على تشغيل الألعاب التي تنشرها نينتندو عادة. وقد كان ذلك جزءًا من استراتيجية المحيط الأزرق طويلة الأمد التي تبنّتها الشركة بغية التميُّز عن سائر صانعي مشغلات الألعاب. وقد أصبح سويتش أكثر مشغلي ألعاب نينتندو المنزلية مبيعًا، بل حلّ ثالثًا في قائمة أكثر أنظمة ألعاب الفيديو مبيعًا عام 2023، بعد بلاي ستيشن 2 ونينتندو دي إس. وقد تجاوز عدد الوحدات المبيعة منه عالميًا 146 مليونًا عند إعلان الشركة عن سويتش 2 في يناير 2025.

### مرحلة التطوير
بدأ التمهيد لإنتاج جهاز جديد، داخل أروقة الشركة، بعد صدور نينتندو سويتش بفترة وجيزة، حيث عكف فريق مختص على اختبار حدود أداء الجهاز، وتحديد التحسينات التي يمكن إدخالها على تصميمه من أجل معالجتها. وقد أتاح لهم ذلك متسعًا من الوقت لوضع خطة تفصيلية لتصاميم الجهاز، حتى يتسنى لهم إرسال حزم من أدوات تطوير البرمجيات إلى شركائهم من مطوري الألعاب. وقد بدأ تطوير سويتش 2 رسميًا في عام 2019، بقيادة المنتج «كويتشي كاواموتو» (بالإنجليزية: Kouichi Kawamoto)، ومدير التصميم «تاكوهيرو دوتا» (بالإنجليزية: Takuhiro Dohta)، والمدير الفني «تتسويا ساساكي» (بالإنجليزية: Tetsuya Sasaki). وقد آثر فريق مصممي سويتش 2 التركيز على تحسين أدائه الحسابي دون إدخال تغييرات جسيمة على تصميمه، خلافًا لما جرت عليه عادة الشركة في السابق، حيث كانت تميل إلى إضافة خصائص لها معدّات أو أدوات مبتكرة في كل مشغّل ألعاب جديد، وذلك لأنهم وجدوا مطوري الألعاب قد اعتادوا تصميمها على نحو يتلاءم مع أوضاع اللعب المتوفرة في الإصدار الأول من الجهاز. وقد روعي في اختيار مكونات الجهاز الموازنة بين الأداء وعمر البطارية، بالإضافة إلى توسعة ذاكرة وحدة التحكم فيه، حتى يتيسر له تشغيل ألعاب أحدث.
كانت مراعاة توافقية جهاز سويتش 2 مع سلفه أكثر تعقيدًا مما كانت عليه في بعض مشغّلات الألعاب التي أنتجتها نينتندو في السابق؛ إذ أولت الشركة اهتمامها إلى تحسين عتاده، خلافًا لنهجها مع نينتندو 3دي أس أو وي يو اللذين كان عتادهما مماثلًا لسابقيْهما. لذا اختارت له الشركة تصميمًا يمزج بين المحاكاة (برمجيًا) والمضاهاة (عتادًا)، بدلًا من الاكتفاء بالمحاكاة؛ وذلك نظرًا لوطأتها الحسابية. وقد كان لمراعاة التوافقية بعض الأثر في اختيار اسم الجهاز، حيث عدلت نينتندو عن تسميته «سوبر نينتندو سويتش» (بالإنجليزية: Super Nintendo Switch)، أسوةً بجهاز سوبر نينتندو إنترتينمنت سيستم (بالإنجليزية: Super Nintendo Entertainment System) الذي جاء خلفًا لـنينتندو إنترتينمنت سيستم (بالإنجليزية: Nintendo Entertainment System)، بَعد نظر؛ إذ وجدوا في ذلك انتقاصًا من خاصية التوافقية الرجعية التي يمتاز بها سويتش 2 على الجهازين المذكورين.
أما وحدات جوي-كون الجديدة فقد أعيد تصميمها بالكامل؛ إذ لو اكتفى المصممون بإطالتها كي تتناسب مع حجم الشاشة الجديدة، لتعذّر الإمساك بها والضغط على أزرارها الكتفية. لذلك قرروا زيادة ركني الوحدة العلويين استدارةً، وتمديد أزرارها الكتفية إلى جانبيها. كما طَوّرت نينتندو محرك ردود الأفعال اللمسية المعروف باسم «إتش دي رمبل» (بالإنجليزية: HD Rumble) ففاق حدود نظيره في وحدات جوي-كون الأصلية، وصار مكافئًا في شدّته لوحدات تحكم نينتندو غيم كيوب (بالإنجليزية: Nintendo GameCube). وكذلك أصبحت جوي-كون تُثَبّت إلى جانبي الجهاز بأطراف ممغنطة بدلًا من الحواجز القضيبية المستخدمة في جهاز نينتندو سويتش الأصلي الذي كانت الشركة قد حاولت تصميم وحدات تحكم مماثلة له من قبل، لكن عدلت عن ذلك بسبب تزعزع التصاق الأطراف الممغنطة بجانبيه، ثم تمكّنت بعد تحسين تلك التقنية من استخدامها في وحدات جوي-كون الجديدة، فصارت محكمة الثبات، سهلة الفكّ بوسيلة ميكانيكية خاصة. وبفضل ذلك فقد صارت الوحدات تُصدر طَقّة عند التصاقها بالجهاز مغناطيسيًا، قال عنها مدير التصميم «دوتا» إنها تمثيل رمزي للصوت الدعائي المميز لأجهزة نينتندو سويتش. كان المنتج «كاواموتو» هو من قدّم فكرة استخدام وحدات جوي-كون كفئران لأجهزة الحاسوب التي كان يلعب ألعابًا إلكترونية عليها أيضًا؛ إذ ارتأى في هذه الخاصية بديلًا يغني المستخدمين عن التحكم في الجهاز بلمس الشاشة وهو في محضنه، بالإضافة إلى إمكان توظيفها في استحداث أساليب لعب جديدة. وقال إن هذه الفكرة تمثل مفهوم «التوظيف المبتكر للتقنيات التي عفا عليها الزمن» الذي استحدثه غانبي يوكوي، وصار جزءًا من نهج نينتندو منذ عدة عقود. وقد أعيد تصميم وحدة تحكم نينتندو سويتش برو المخصصة لسويتش 2 كذلك، فأصبحت حركة عصي اللعب فيها أكثر نعومة، وأضيف لها مقبس صوت وزرّان في المقابض يمكن للاعب توظيفهما حسب رغبته.
أما خاصية «غيم تشات» التي تمكن اللاعبين من الدردشة وبث الفيديو من كاميرات الويب واستطلاع الشاشات، فقد جاءت استجابة لشكوى مطوري الألعاب من قصور الأدوات البرمجية التي اضطُروا إلى استخدامها أثناء جائحة فيروس كورونا عام 2020. فقد مكنتهم تلك الأدوات من الدردشة مع من يلعبون معهم، وكذلك رؤيتهم، لكن لم تسمح لهم باستطلاع أكثر من شاشةٍ في آن واحد، فلجأوا إلى توجيه كاميراتهم إلى شاشاتهم، حتى يتسنى لهم رؤيتها كلها طيلة مدة تواصلهم. وقد قال «كاواموتو» حين جرّب ذلك أنه شعر ومن لعبوا معه «وكأننا جميعًا في مكان واحد، وقد جلب كل منا جهازه حتى نلعب سويًا، وهو ما كان ممتعًا جدًا». وقد أفضى ذلك إلى تطوير هذه الخاصية التي روعي في بنائها خفض متطلباتها الحسابية حتى لا تؤثر سلبًا على جودة تشغيل الجهاز للألعاب، واستُخدمت فيها تقنيات البث التي طُوّرت من قبل من أجل وي يو ووي يو غيم باد.

### شائعات الصناعة
سرت شائعات بين صانعي الألعاب في مطلع عام 2019، أي قبل إعلان نينتدو الرسمي إنتاج سويتش 2، عن اعتزام الشركة إصدار طراز متطور من سويتش، لُقِّب إعلاميًا بـ«نينتندو سويتش برو» (بالإنجليزية: Nintendo Switch Pro)، ثم أكدت التقارير فيما بعد أن كافة التحسينات المتداولة عن ذلك الطراز المزعوم قد ضُمِّنت في طراز سويتش الذي صدر عام 2021، المصنوعة شاشته بتقنية أو إل إي دي (بالإنجليزية: OLED). وفي أكتوبر 2020 أكّدت نينتندو لمستثمريها سعيها إلى إنتاج مشغل ألعاب جديد. كانت شركة ديجيتال فاوندري (بالإنجليزية: Digital Foundry) قد ذكرت أن نينتندو قد تكون عاكفة على تطوير طراز محسن من سويتش، لكن بحلول ديسمبر 2022 بدا أن الشركة قد صرفت كل جهود التطوير فيها إلى تصميم مشغل ألعاب جديد خلفًا له. وفي تقارير الدعوى القضائية التي أقامتها لجنة التجارة الفيدرالية الأمريكية عام 2023 ضد مايكروسوفت لوقف استحواذها على أكتيفجن بليزارد، وردت إشارات إلى تطوير أكتيفجن برمجيات من أجل جيل جديد من نينتندو سويتش.
وفي جلسة عُقدت في يونيو 2023 للإجابة على استفسارات المساهمين، صرّح رئيس شركة نينتندو شونتارو فوروكاوا أن الشركة تسعى إلى تيسير الانتقال من جهاز نينتندو سويتش إلى خلفه على المستهلكين، كما تعتزم الإبقاء على نظام حساب نينتندو. كانت توافقية سويتش 2 مع سلفه جزءًا جوهريًا من تصميمه، حيث قالت نينتندو في معرض إعلانها الرسمي عنه: «إن نينتندو سويتش جهاز يستخدمه مستهلكون كثر، وقد قررنا أن الاتجاه الأمثل هو تمكينهم من تشغيل الألعاب التي اشتروها له من قبل على الجهاز الذي سيأتي خلفًا له».
ذكرت مجلة فيديو جيمز كرونيكل ‏  في تقرير نشرته في يوليو 2023 أن نينتندو قد أرسلت حزمًا برمجية لجهازها القادم إلى شركائها في تطوير الألعاب، وأنها تريد تحاشي أزمات شح الأجهزة التي لاقتها مشغلات الجيل التاسع من أنظمة ألعاب الفيديو، مثل بلاي ستيشن 5 وإكس بوكس سيريس إكس/إس عند صدورها. استعرضت نينتندو الجهاز في عرض تقديمي خاص أثناء معرض غيمز كوم في شهر أغسطس. وكان من بين الألعاب التجريبية نسخة من لعبة ذا ليجند أوف زيلدا: بريث أوف ذا وايلد (بالإنجليزية: The Legend of Zelda: Breath of the Wild) الصادرة عام 2017، مشغلة بمعدل أطر ودقة شاشة يفوقان مثيليهما على نينتندو سويتش، وكذلك لعبة «ذا ماتريكس أويكينز» (بالإنجليزية: The Matrix Awakens) التي طُوِّرت لاستعراض قدرات محرك ألعاب الفيديو أنريل إنجن 5 (بالإنجليزية: Unreal Engine 5).
وقد أقرّ «فوروكاوا» رسميًا بتطوير نينتندو مشغل ألعاب جديدًا خلفًا لسويتش في 7 مايو 2024، وقال إن الشركة سوف تفصح عن مزيد من المعلومات في وقت لاحق من تلك السنة المالية. واستمر تردد الشائعات سائر عام 2024، وفي معرض الإلكترونيات الاستهلاكية الذي انعقد في مطلع يناير عام 2025، حيث أبرز عديد من بائعي الملحقات غير التابعين لشركة نينتندو، معدات مصممة للجهاز الجديد، وهو ما أدى إلى إصدار نينتندو بيانًا أفاد بأن جميع النماذج الأولية المقدمة في المعرض غير رسمية.
نُشرت صور مسربة يُفترض أنها للجهاز الجديد على موقع ريديت يوم 18 سبتمبر 2024، مصحوبة بتفاصيل مطابقة لما كُتِب عن الجهاز في تقارير سابقة. وتعرّضت شركة غيم فريك، صاحبة ألعاب بوكيمون، إلى خرق معتبر للبيانات أفشى عدة مواد ذات صلة بالامتياز التجاري الممنوح لها من شركة نينتندو، كان من بينها إشارات إلى الجيل العاشر من ألعاب «بوكيمون»، وذكر للجهاز الذي سيخلف نينتندو سويتش، باسم رمزي هو «أونس» (بالإنجليزية: Ounce). وقامت شركة أمريكية متخصصة في صناعة الملحقات التكميلية للألعاب، تُدعى «جينكي»، بعرض فيديوهات لجهاز سويتش 2 أثناء معرض الإلكترونيات الاستهلاكية، بعدما أُعلِن عنه في يناير 2025، من ضمن أنشطة ترويجية أخرى جرت قبل أبريل 2025، وهو ما أدى إلى رفع نينتندو دعوى قضائية ضد هذه الشركة في مايو 2025.

### الإعلان والترويج
في 16 يناير 2025 كُشِف النقاب عن نينتندو سويتش 2 على قنوات نينتندو الرسمية التي عرضت تصميمه ووحدات جوي-كون المغناطيسية الجديدين، ولقطات قصيرة من لعبة جديدة من سلسلة ماريو كارت (بالإنجليزية: Mario Kart)، أُعلِن فيما بعد أن اسمها هو ماريو كارت وورلد (بالإنجليزية: Mario Kart World). وفي 2 أبريل 2025 قدّمت نينتندو للمرة الأولى حلقة مدتها ساعة من سلسلة نينتندو دايركت ركّزت فيها على عرض الجهاز الجديد، أعقبتها عروض من إنتاج نينتندو تري هاوس عن ألعابه في اليومين التاليين. وتقيم نينتندو حاليًا سلسلة من الحفلات على مستوى العالم، يمتد إطارها الزمني من أبريل إلى يونيو 2025، تتيح فيها للاعبين تجربة الجهاز قبل صدوره. وقد صرح «فوروكاوا» أن الشركة تعد العدة لإصدار سويتش 2 من أجل منع استئثار الموزعين والمتاجرين بنصيب الأسد من مبيعاته الأولى، وهو ما سبّب أزمة في إصدارات سابقة لنينتندو.
في البداية كان إصدار الجهاز مرتقبًا في أواخر عام 2024، إلا أن بلومبيرغ نيوز ذكرت أن نينتندو أبلغت الناشرين اعتزامها تأجيله إلى أوائل عام 2025. وأكّدت صحيفة نيكي (بالإنجليزية: The Nikkei) ما أوردته «بلومبيرغ»، معللة التأجيل برغبة نينتندو في الاحتراز من العجز عن تلبية الطلب ومكافحة المضاربة. وقد انخفض سعر سهم نينتندو في سوق الأوراق المالية بنحو ستة في المئة إثر هذا الخبر. وأفاد موقعا «غيمز إندستري» ويورو غيمر في أغسطس  2024 أن الجهاز لن يصدر قبل شهر أبريل من عام 2025. وقدّرت شركة ناكون المتخصصة في مجال نشر الألعاب وصناعة الملحقات التكميلية، أن يأتي إصداره خلال النصف الأول من السنة المالية لشركة نينتندو، التي تبدأ في أبريل وتنتهي في 30 سبتمبر 2025.
وقد دخلت نيتندو في شراكة مع دوري كرة القاعدة الرئيسي (بالإنجليزية: Major League Baseball) وفريق سياتل مارينرز، ضمن حملتها الترويجية لسويتش 2، بغية وضع شعاريْ نينتندو وسويتش 2 على قمصان الفريق في موسم 2025. ونشرت نينتندو إعلانًا للجهاز في أبريل 2025، كان بطله الممثل الأمريكي بول رود، في إشارة مباشرة إلى إعلان سبق للممثل نفسه الظهور فيه قبل 34 عامًا من أجل الدعاية لجهاز سوبر نينتندو إنترتينمنت سيستم. وأعلنت الشركة في حلقة شهر مارس من نينتندو دايركت إصدار تطبيق جديد، سمّته نينتندو توداي! (بالإنجليزية: Nintendo Today!)، لأجهزة آي أو إس وأندرويد، ليكون مركزًا رئيسيًا جامعًا وسجلًا زمنيًا تُقدّم من خلاله أخبار ومعلومات عن أجهزة نينتندو، ودوريات يومية متعلقة بعتاد نينتندو سويتش 2، وبرمجياته، وخدماته، وفعّالياته المقبلة.

### التسعير
في اليابان بلغ سعر سويتش 2 وقت صدوره 69,980 ينًا يابانيًا، شاملًا ضريبة المبيعات. وفي أمريكا الشمالية بلغ سعره 449 دولارًا أمريكيًا في الولايات المتحدة، و629 دولارًا كنديًا في كندا. أما في أوروبا فسعره 469 يورو في دول الاتحاد الأوروبي، و395.99 جنيهًا إسترلينيًا في المملكة المتحدة (كلا السعرين شامل ضريبة القيمة المضافة). وفي أوقيانوسيا بلغ سعره 699 دولارًا أستراليًا في أستراليا (شاملًا ضريبة السعر والخدمات). وفي اليابان قدمت نينتندو إصدارًا حصريًا لليابان إلى جانب الطراز الدولي العادي من الجهاز، بسعر مخفّض قدره 49,980 ينًا يابانيًا، إلا أنه يختلف عن طرازات سويتش 2 التي يمكن استخدامها عالميًا، إذ لا يعمل إلا باللغة اليابانية، ولا يمكنه الاتصال بأية خدمات إلكترونية إلا المرخص استخدامها للمقيمين في اليابان.
وقد فاق سعر الجهاز تقديرات المهتمين بمجال صناعة الألعاب. وكان محللون في بلومبيرغ إل بي قد توقعوا قبل صدوره أن يبلغ سعره المبدئي في الولايات المتحدة 400 دولارًا أو أكثر حسب ما تقتضيه الرسوم الجمركية التي فرضتها الحكومة الأمريكية على السلع الأجنبية المستوردة في فبراير 2025، إلا أنهم أكدّوا أن تقديراتهم ترجح إحراز الجهاز نجاحًا باهرًا في مستهل إصداره، تعضده برمجيات حصرية، وتوافقية رجعية مع ذخيرة من ألعاب سويتش. وقد تعرّض الجهاز للنقد ووُصف بأنه باهظ الثمن حين أُعلن أن سعره في الولايات المتحدة يبلغ 449.99 دولارًا، بزيادة نسبتها 50% من سعر سويتش الأصلي عند إصداره. واستدعت بعض ألعاب سويتش 2 مزيدًا من النقد حين أُعلِن أنها سوف تُباع بـ 80 دولارًا أمريكيًا. يُعد سويتش 2 أعلى مشغلي الألعاب سعرًا فيما يربو على ثلاثين عامًا بعد احتساب التضخم.
وصرّح دوغ باوزر رئيس القطاع الأمريكي في نينتندو بأن سعر الجهاز في الولايات المتحدة لم يُحدَّد بناء على الرسوم الجمركية التي فرضتها إدارة الرئيس الأمريكي «دونالد ترامب» في 2 أبريل 2025، كما زعمت بعض الوكالات الإخبارية، وإنما قُدّر باعتبار سويتش 2 أكثر تميزًا من الطرازات الثلاثة التي ستواصل الشركة بيعها من جهاز سويتش الأصلي. وذكر أن شحنات سويتش 2 متوافرة في مخازن الشركة عالميًا بالفعل، مستبعدًا أن يؤثر ذلك على موعد إصداره.
وقد استبعد محللون آخرون أن تكون الرسوم الجمركية التي فرضتها الولايات المتحدة هي العامل الأبرز في ارتفاع سعر سويتش 2، مستدلّين بالارتفاع القائم في أسعار مشغلات ألعاب الفيديو، وطرح الجهاز بالسعر ذاته في كندا وبعض الدول الأوروبية (عدا أنه أقل سعرًا في أوروبا قبل احتساب الضرائب). وقد كتب الصحفي المتخصص في مجال الألعاب «لوك بلونكيت» (بالإنجليزية: Luke Plunkett) مقالًا في موقع «أفترماث» (بالإنجليزية: Aftermath) رجّح فيه تأثر مبيعات الجهاز بارتفاع التضخم الذي أعقب جائحة كورونا وسبب أزمة في تكاليف المعيشة. وقد نظّم بعض محبي الألعاب حملة لمطالبة نينتندو بخفض سعر سويتش 2 وألعابه، من خلال منصات التواصل الاجتماعي، والمحادثات النصية المتاحة للجمهور أثناء البث المباشر للشركة. وقد علّق على هذه المسألة مديران سابقان في قسم العلاقات العامة لنينتندو، اسمهما «كيت إليس» (بالإنجليزية: Kit Ellis) و«كريستا يانج» (بالإنجليزية: Krysta Yang)، فعابا على الشركة إغفالها ذكر تفاصيل تسعير الجهاز في بثه الدعائي الأول، وشعرا بأن ذلك سبّب بلبلة إذ اضطُر العملاء إلى البحث عن تلك التفاصيل في مواضع أخرى، فزاد استهجانهم.

### طلبات الحجز
قبل أشهر من موعد إصدار الجهاز، خزّنت نينتندو مئات الآلاف من وحداته في الولايات المتحدة الأمريكية تحسبًا لاحتمال زيادة الرسوم الجمركية التي فرضتها إدارة الرئيس الأمريكي دونالد ترامب، ودرءًا لإمكانية وقوع نقص في المخزون. كذلك عمدت الشركة إلى نقل الإنتاج وتوريد المكونات من الصين إلى جنوب شرق آسيا، لا سيما فيتنام، تحاشيًا لأي رسوم جمركية قد تُفرض على الصين تحديدًا.
وفي اليابان قررت الشركة بيع نسخ محجوبة إقليميًا من سويتش 2 في متاجر التجزئة بسعر مخفض لتجنب مشكلات إعادة البيع، وبيع النسخ غير المحجوبة من خلال متجر نينتندو الإلكتروني حصريًا. أما في بقية دول العالم فقد كان حجز الجهاز متاحًا عند تجار التجزئة، ومن خلال نينتندو نفسها، حيث أنشأت الشركة قائمة انتظار لراغبي الحجز، شريطة امتلاكهم حساب نينتندو، وإنفاقهم حدًا أدنى من الوقت في اللعب، من بين متطلبات أخرى.
وقد بدأت طلبات الحجز في أغلب أنحاء العالم يوم 5 أبريل 2025. وقررت الشركة تأجيل تلقي طلبات الحجز في الولايات المتحدة، إثر الإعلان عن الرسوم الجمركية في 2 أبريل، بهدف «تقييم الأثر المحتمل للرسوم الجمركية والمتغيرات السوقية». أعقب ذلك تأجيل مماثل لطلبات الحجز في كندا كي «تتماشى مع توقيت الحجز المنتظر تحديده في الولايات المتحدة». وقد أكدت نينتندو فيما بعد فتح باب تلقي طلبات الحجز في الولايات المتحدة وكندا في 24 أبريل 2025، دون تغيير في سعر الجهاز، أو سعر العرض الخاص الذي يُباع فيه مع لعبة «ماريو كارت ورلد»، بينما ارتفعت أسعار ملحقات تكميلية أخرى بقدر يتراوح بين 5 و10 دولارات أمريكية.
فُتح باب الحجز في أمريكا وكندا في 24 أبريل في تمام 12 صباحًا بالتوقيت الشرقي. وقد شهدت المواقع الإلكترونية الخاصة ببعض تجار التجزئة، مثل وول مارت وتارجت وبست باي، أعطالًا فنية واسعة النطاق إثر ذلك بسبب الإقبال الكاسح من المشترين، حيث وردت تقارير تفيد بنفاد مخزونهم في طول البلاد وعرضها خلال دقائق معدودة. وقد فتحت شركة غيم ستوب، المتخصصة في بيع الألعاب، باب الحجز في وقت لاحق من ذلك اليوم، في تمام 11 صباحًا بالتوقيت الشرقي، وأبلغت عن حدوث أعطال مماثلة في موقعها أيضًا.
وقد نبّهت نينتندو المستهلكين اليابانيين إلى تسجيل ما يزيد عن 2.2 مليون شخص رغبتهم في حجز وحدة من وحدات الجهاز المخصصة لليابان حصريًا من خلال الشركة، وهو ما تجاوز تقديراتهم بفارق ضخم، مرجحة عدم تمكنها من تلبية كل هذه الطلبات في موعد إصدار الجهاز، ووعدت من لن يحالفهم الحظ بإحالتهم تلقائيًا إلى برامج مماثلة مخصصة لشحنات لاحقة منه. كما أصدرت الشركة تنبيهًا مماثلًا لمن حاولوا الحجز من خلال متجرها الإلكتروني في الولايات المتحدة.

## المكونات
نينتندو سويتش 2 هو مشغل ألعاب هجين، يشبه إصداره السابق من عدة أوجه، حيث يمكن استخدامه محمولًا، أو متصلًا بتلفاز أو شاشة من محضنه مثل مشغلات الألعاب المنزلية، كما أن له عامل شكل مشابهًا لجهاز سويتش الأصلي. وهو مكون من جزء رئيسي يشمل الشاشة والمكونات الإلكترونية الأساسية، ووحدتيْ جوي-كون يمكن تثبيتهما في جانبي الجهاز في الوضع المحمول، ويمكنهما التواصل لاسلكيًا مع الجزء الرئيسي وهو في محضنه.

### الجهاز
يشتمل سويتش 2 على منفذ من نوع يو إس بي فئة سي أعلى الجهاز، وميكروفون داخلي عازل للضوضاء، وذلك بالإضافة إلى كل المنافذ الموجودة في تصميم سويتش الأصلي، التي تتضمن منفذًا آخر من نوع «يو إس بي فئة سي» أسفل الجهاز، يمثل مصدر الإمداد وتوصيل الطاقة في محضن الجهاز، ومقبس لسماعات الرأس، وفتحة خرطوشة.
وللجهاز شاشة لمس من البلور السائل (بالإنجليزية: LCD) حجمها 7.9 بوصة (20 سم)، تمتاز بدقة عرض تبلغ 1080 بكسل (279 بكسل لكل بوصة) ومدى ديناميكي عال، وتدعم معدل تحديث متغيرًا يصل إلى 120 هرتز. ويمكن للجهاز في محضنه إخراج إشارة فيديو بدقة تصل إلى 1440 بكسل بمعدل 120 هرتز، أو بدقة عرض 4 آلاف بكسل بمعدل 60 هرتز ومدى ديناميكي عال.
وقد نظرت نينتندو في اختيار شاشة أو إل إي دي لسويتش 2، أسوةً بأحد طرازات نينتندو سويتش الأصلي، إلا أن مدير التصميم «تتسوا ساساكي» قال إنهم آثروا اختيار شاشة من البلور السائل نظرًا للتطور الذي شهدته تلك التقنية، بما في ذلك دعمها المدى الديناميكي العالي. وخلافًا لتصميم سلفه فإن محضن سويتش 2 يحوي موصل إيثرنت مدمجًا ومروحة تبريد.
تتميز منظومة إنفيديا تيجرا T239، ذات الاسم الرمزي «دريك» (بالإنجليزية: Drake)، بوحدة معالجة مركزية ثمانية الأنوية من طراز «آرم كورتيكس-A78C» (بالإنجليزية: ARM Cortex-A78C)، ووحدة معالجة رسومية بها 12 معالج دفق متعددًا (بالإنجليزية: Streaming Multiprocessor) من طراز «أمبير» (بالإنجليزية: Ampere)، وواجهة ذاكرة منخفضة الطاقة مضاعفة المعدل من النوع الخامس (بالإنجليزية: Low Power Double Data Rate 5) عرضها 128 بت. ويدعم سويتش 2 تقنية دي ال اس اس التي طورتها إنفيديا، وتقنية اقتفاء الشعاع، كما يدعم معدل تحديث متغيرًا من خلال تقنية إنفيديا المسمّاة «جي-سينك» (بالإنجليزية: G-Sync) في الوضع المحمول من خلال أنوية تينسر (بالإنجليزية: tensor) وأخرى مخصصة لاقتفاء الشعاع. ويدعم الجهاز واي فاي 6 كذلك.

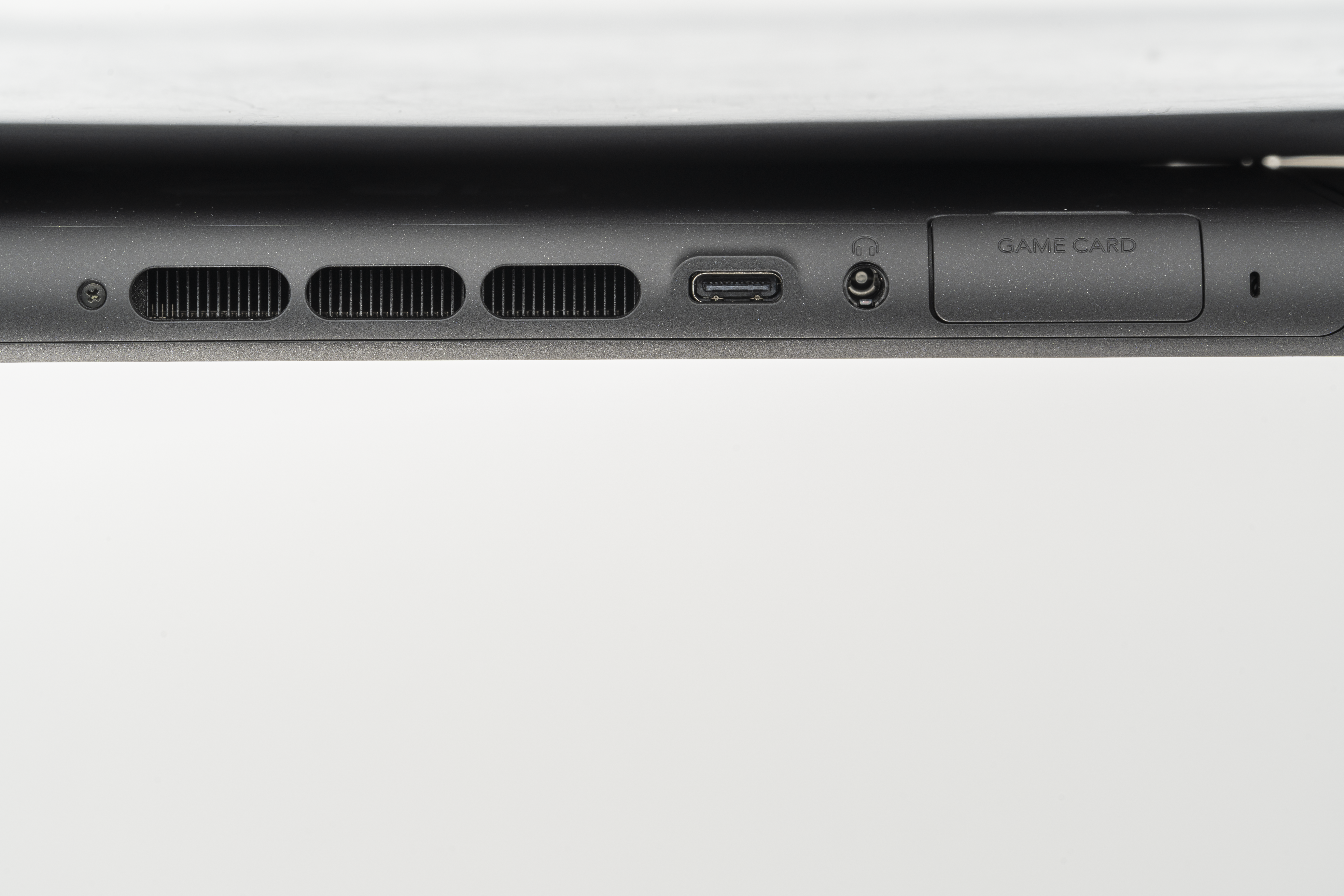
الجزء العلوي من الجهاز، تظهر فيه فتحة بطاقة اللعبة، ومنفذ السماعة، ومنفذ يو إس بي فئة سي، وفتحات التهوية المخصصة لمعالج الرسوميات

يشتمل سويتش 2 على وحدة تخزين داخلية تبلغ سعتها 256 جيجابايت، وهي زيادة معتبرة عن أجهزة الجيل الأول من سويتش، البالغة سعتها 32 جيجابايت. ويمكن زيادة مساحة التخزين بمقدار يصل إلى 2 تيرابايت باستخدام بطاقات ذاكرة رقمية آمنة من طراز «إس دي إكسبريس» (بالإنجليزية: SD Express) التي تتيح سرعة أعلى في قراءة البيانات وكتابتها من طرازيْ «إس دي إتش سي» (بالإنجليزية: SDHC) و«إس دي إكس سي» (بالإنجليزية: SDXC) المستخدمين في الجيل الأول من أجهزة سويتش. ويقتصر سويتش 2 في دعمه بطاقات «إس دي إكسبريس» على تنزيل الألعاب، وفي دعمه بطاقات «إس دي إتش سي» و«إس دي إكس سي» على استعراض لقطات الشاشة ومقاطع الفيديو.
يعتمد سويتش 2 في الوضع المحمول على بطارية داخلية قابلة للشحن، غير قابلة للإزالة، من أيونات الليثيوم، سعتها 5,220 مللي أمبير. يتراوح عمر البطارية بين ساعتين وست ساعات ونصف حسب تقديرات نينتندو، مع ملاحظة أن هذه التقديرات تقريبية، وأن أمد البطارية الفعلي متوقف على البرمجيات التي يجري تشغيلها على الجهاز. يمكن شحن البطارية من أحد منفذيْ «يو إس بي فئة سي» في الجهاز في مدة تُقدَّر بحوالي 3 ساعات وهو في وضع السكون.

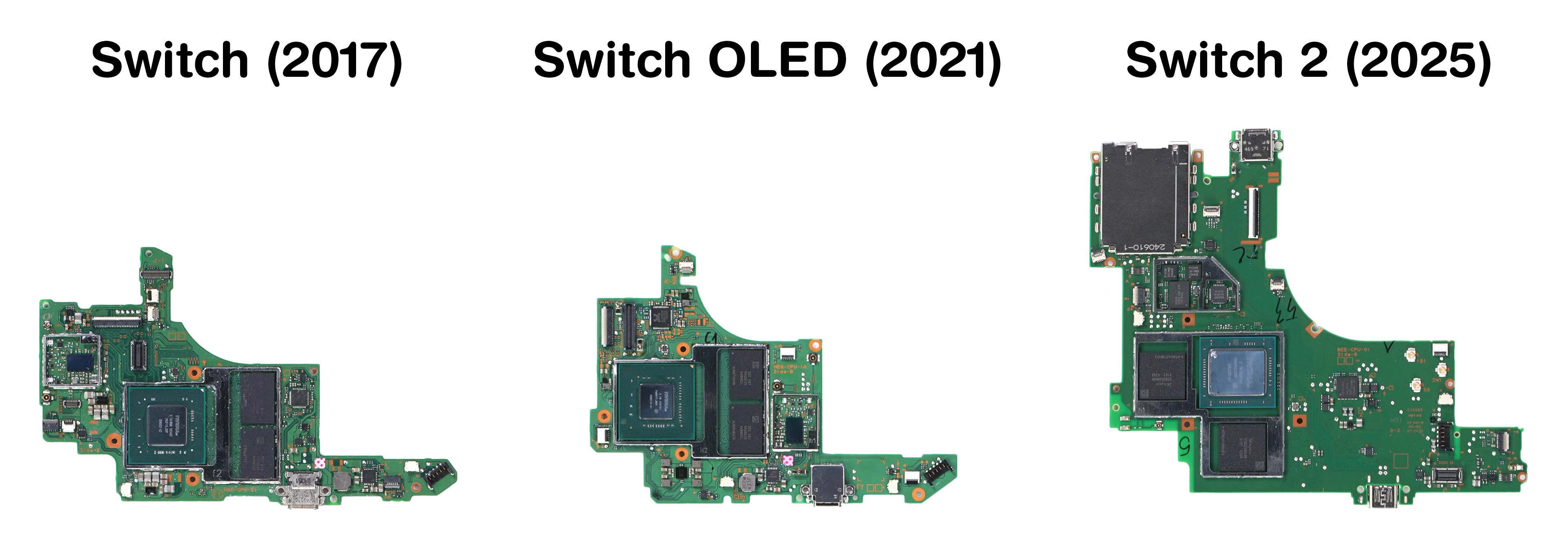
مقارنة بين لوحات الدوائر المطبوعة الثلاثة لأجهزة سويتش (يسارًا)، وسويتش أو إل إي دي (في الوسط)، وسويتش 2 (يمينًا)

وقد ظهرت على شبكة الإنترنت صور زُعِم أنها للوحة الأم في تصميم الجهاز، في الأول من يناير عام 2025. وخلص «ريتشارد ليدبيتر»، مؤسس شركة «ديجيتال فاوندري» (بالإنجليزية: Digital Foundry)، إلى أن منظومة الجهاز لم تُبن من خلال نقل تصميم من معمارية «أمبير» إلى عقدة تصنيع أصغر، بل صُنِعَت بتقنية 8 نانومتر منخفضة التكلفة الخاصة بسامسونج على الأرجح، برغم ما يترتب على ذلك من آثار سلبية على الأداء وعمر البطارية؛ إذ يعتقد «ليدبيتر» بإمكان تخفيفها نظرًا لطبيعة منصات العتاد الجامدة التي تتيح تنفيذ تحسينات خصوصية.
لا تفرض نينتندو حجبًا إقليميًا على أجهزة سويتش 2 المبيعة خارج اليابان. أما في اليابان فقد طرحت نينتندو نموذجًا قياسيًا دوليًا متعدد اللغات، وآخر أقل ثمنًا لا يمكن استخدامه إلا بحسابات نينتندو يابانية، ولا يمكن تغيير اللغة فيه. وقد فُسِّر هذا على أنه محاولة لاستمالة السوق اليابانية والتغلب على انخفاض قيمة الين الياباني.

### جوي كون 2

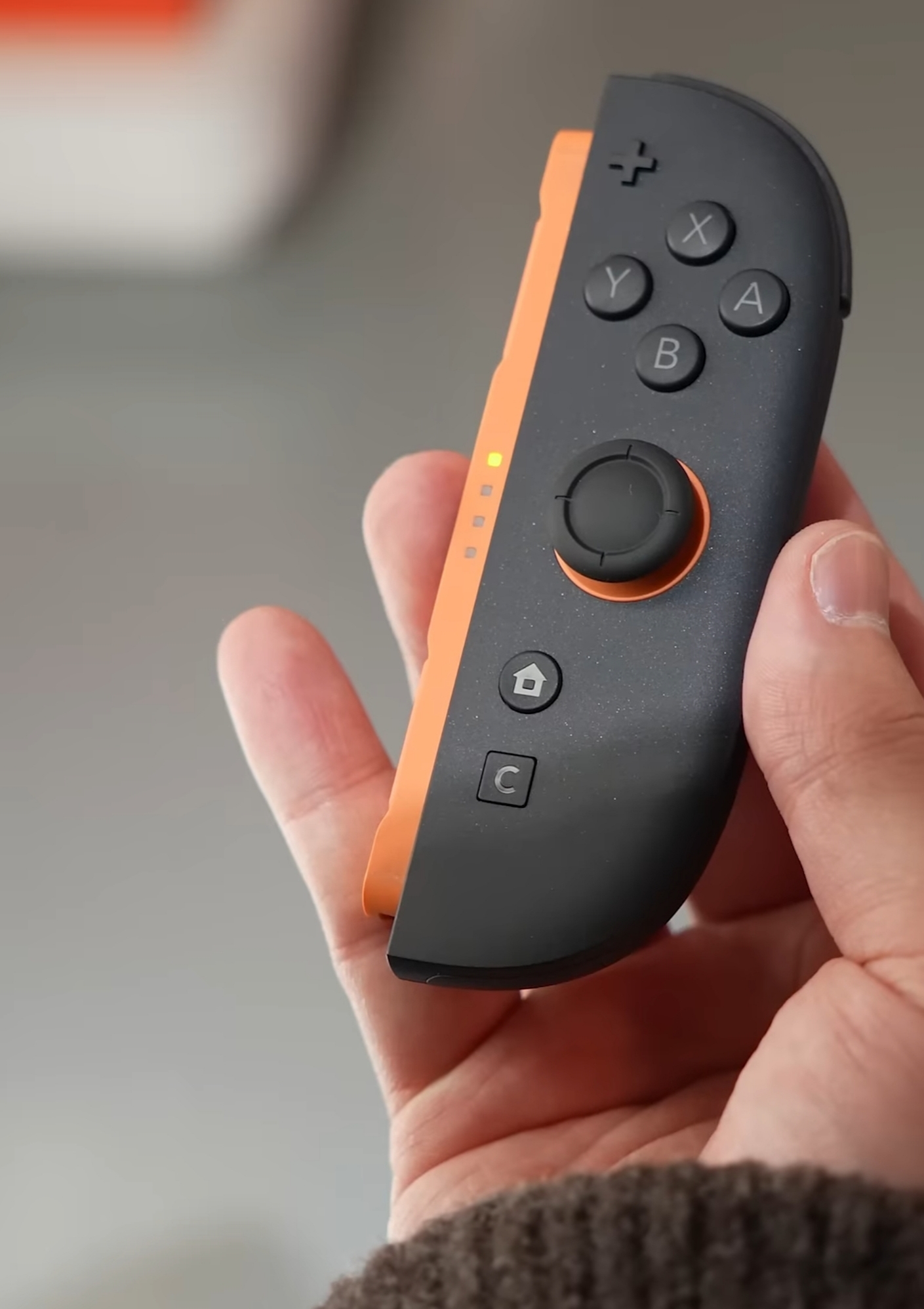
وحدة جوي-كون 2 اليمنى

تمتاز وحدات جوي-كون 2 بتطوّر تصميمها عن تصميم وحدات جوي-كون الأصلية، إذ ازداد حجمها ليتناسب مع ازدياد حجم الجهاز، وصارت تلتصق بجانبيه مغناطيسيًا بدلًا من نظام الحواجز القضبانية، وتُحَرّر بواسطة زر صغير فيها، يُبرز منها جسمًا أسطوانيًا يدفعها عن الوحدة الرئيسية. وقد صرّحت نينتندو أن عصي التحكم في جوي-كون 2 ستكون أكبر حجمًا، وأسلس حركة، وأكثر متانة. وأشارت تقارير أولية إلى أن العصي الجديدة مزوّدة بمستشعرات هول لتلافي الميل الذي كان يصيب عصي جوي-كون الأصلية بسبب تراكم الغبار داخل النظام التناظري، إلا أن نينتندو نفت استعمالها تلك المستشعرات في أبريل 2025.
وقد زيد حجم الزرّيْن الجانبييْن «إس إل» (بالإنجليزية: SL) و«إس آر» (بالإنجليزية: SR)، وأضيف زرّ جديد إلى الوحدة اليمنى، مطبوع عليه حرف C بالإنجليزية، وظيفته تفعيل خاصية «غيم تشات» الجديدة. كما يمكن استخدام وحدة التحكم كفأرة حاسوب بتحريكها على جانبها في الألعاب المهيئة لذلك. تحتوي كلتا وحدتي جون-كون 2 على بطارية سعتها 500 مللي أمبير في الساعة، يُقدّر عمرها بعشرين ساعة تحتاج بعدها إلى إعادة الشحن، إما بتوصيل الوحدة بالجهاز، أو من خلال محضن خارجي تكميلي تنتجه شركات أخرى ويُشترى مستقلًا. ولم يعد في جوي-كون 2 مستشعر الأشعة تحت الحمراء الذي كان في الجيل الأول منها.

## وصلات خارجية
- الموقع الرسمي بالإنكليزية

1. ↑  وفقًا لنينتندو فإن بعض ألعاب نينتندو سويتش قد لا تكون مدعومة أو متوافقة بشكل تام[8]